# 東洋大学大学院理工学研究科・理工学部
東洋大学大学院理工学研究科（とうようだいがくだいがくいんりこうがくけんきゅうか、英称：Graduate School of Science and Engineering）は、東洋大学に設置される大学院研究科の一つである。
また、東洋大学理工学部（とうようだいがくりこうがくぶ、英称：Faculty of Science and Engineering）は、東洋大学に設置される学部の一つである。
キャンパスは東洋大学川越キャンパス。

## 概略
1961年（昭和36年）に誕生した東洋大学工学部は、東洋大学の教育理念「諸学の基礎は哲学にあり」を受け継ぎ、「フィロソフィを持った実践的なエンジニアの育成」を学部の理念に掲げた。
その守り続けてきた工学部の蓄積を、さらに発展させる為、2009年（平成21年）4月、東洋大学工学部は「東洋大学理工学部」に改組した。現在、東洋大学理工学部は、機械工学科、生体医工学科、電気電子情報工学科、応用化学科、都市環境デザイン学科、建築学科の6学科で構成され、安全・快適・コストなど、人間を中心としたテクノロジーである「工の知」と、宇宙・地球・生命など自然の摂理にもとづく「理の知」との融合を掲げた。
東洋大学理工学部では、学習の動機付けと基礎学力の徹底を目指し、数学・物理・英語等の基礎科目の学習支援を充実させている。特に、英語教育では、グローバル社会に対応できるように受信型・発信型双方向での英語運用能力の学習に配慮した11科目を「Technical English」として配置し、そのうち必修4科目を含む6科目で習熟度別クラスを実施している。また、東洋大学理工学部の英語教育カリキュラムでは、大学4年次まで週2回以上の英語授業もしくは英語で実施される授業を継続して履修する事を奨励している。
そして、全学年の学生を対象に、東洋大学理工学部で実施するTOEIC-IPテスト、もしくは個人的に受験したTOEICの公開テストのスコアの結果を対象に、理工学部生のスコアの上位者を東洋大学理工学部長が学部長名で表彰する制度がある。

## 沿革
- 1961年 - 川越キャンパスを設置。東洋大学に工学部を設置。機械工学科、電気工学科、応用化学科でスタート

- 1962年4月1日 - 土木工学科、建築学科を新設

　　10月 - 工業技術研究所の前身「工業技術研究会」が発足
- 1975年10月1日 - 東洋大学附置研究所として「工業技術研究所」を開設

- 1976年4月1日 - 工学部3号館において業務開始、情報工学科　新設

　　7月 - 第1回工業技術研究所所員会議を開催
　　7月 - 機関誌「工業技術」第1号を発刊
- 1980年4月1日 - 第1回工業技術研究所プロジェクト研究を実施

- 1981年11月 - 工学部創立20周年記念行事を挙行

- 1991年8月1日 - 工学部4号館新築に伴い3号館から4号館4階に移転

　　11月工学部創立30周年記念行事を挙行
- 1992年4月1日 - 電気工学科を電気電子工学科に名称変更

- 1995年4月1日 - 土木工学科を環境建設学科に名称変更

- 1994年 - 工学部に10月入学制度を導入。

- 2009年 - 総合情報学部を川越キャンパスへ設置。工学部を理工学部へ改組。

- 2009年4月1日 - 川越キャンパスに総合情報学部 創設。工学部を再編し理工学部を設置、生体医工学科を新設

## 学部・学科
理工学部
- 機械工学科

- 生体医工学科

- 電気電子情報工学科

- 応用化学科

- 都市環境デザイン学科
  - 都市環境コース
  - 都市創造コース
  - 都市経営コース

- 建築学科

## 大学院
理工学研究科
- 機能システム専攻

- 生体医工学専攻

- 電気電子情報専攻

- 応用化学専攻

- 都市環境デザイン専攻

- 建築学専攻

- 建築・都市デザイン専攻

## 学部長・研究科長
- 松元明弘

## 交通アクセス
- 東武東上本線「鶴ヶ島駅」から徒歩10分